# José Augusto Alves Roçadas
José Augusto Alves Roçadas GOTE • MOVM • GOC • GOA • MOBS • GCIC (São Dinis, Vila Real, 6 de abril de 1865 — Anjos, Lisboa, 28 de abril de 1926) foi um oficial do Exército Português, no qual atingiu o posto de general, e administrador colonial. Foi Governador de Macau (1908-1909) e Governador do distrito de Huíla no Sul de Angola, onde, em outubro de 1914, comandou a força expedicionária portuguesa de 1600 homens, que foi enviada para Angola com a finalidade de defender o território de uma previsível incursão do exército alemão da Damaralândia. Subsequentemente foi governador de Angola e o último comandante do Corpo Expedicionário Português enviado para França durante a Primeira Guerra Mundial.

## Biografia
José Augusto Alves Roçadas nasceu a 6 de abril de 1865, na freguesia de São Dinis, em Vila Real, filho natural de Ana de Jesus Ferreira, sendo posteriormente legitimado por seu pai, Manuel Alves Roçadas.
Assentou praça no Exército em 1882 e em 1889 concluiu o curso da Escola do Exército, graduando-se em primeiro lugar. Nesse ano foi promovido a alferes e colocado no Regimento de Cavalaria N.º 2.
Casou a 23 de dezembro de 1889, aos 24 anos, na igreja de Nossa Senhora dos Anjos, em Lisboa, com Maria Clementina Ferreira de Carvalho, de 21 anos, natural de Lisboa, freguesia da Pena, filha de António Joaquim Ferreira de Carvalho e de Vitorina Adelaide Guimarães, sendo dispensado neste ato o segundo grau de consanguinidade, por esta ser sua prima-direita. Deste casamento nasceram 5 filhos: Sara, Maria, Dário, Olga e Gustavo Ferreira de Carvalho Alves Roçadas.
Em 1890 foi promovido a tenente e em 1894, com apenas 29 anos de idade, passou ao posto de capitão naquele Regimento.
Foi enviado em 1897 para Angola, com as funções de chefe do estado-maior das forças portuguesas no território. Permaneceu em Angola até 1900, destacando-se pelo seu trabalho de reconhecimento geográfico de vastas áreas do interior e pelo levantamento topográfico de alguns trechos com importância estratégica e pela produção de cartografia militar das regiões em torno de Luanda, Benguela e Moçâmedes.
Depois de um breve período em Portugal, em 1902 foi colocado na Índia Portuguesa, sendo, tal como já acontecera em Angola, nomeado chefe de estado-maior das forças estacionadas na então colónia portuguesa do Índico. 
Em 1905 regressou a Angola. Foi então nomeado governador do distrito de Huíla, território onde decorria a campanha de pacificação que se seguiu ao massacre de Pembe, um recontro ocorrido a 25 de setembro de 1904 nas cercanias de Umpungo, no qual as forças portuguesas, constituídas por um destacamento de 499 homens comandado pelo capitão de artilharia Luís Pinto de Almeida, sofreram uma pesada derrota às mãos dos cuanhamas no baixo Cunene, com a morte de quase 300 militares portugueses.
Tomada a posse do governo, Alves Roçadas iniciou logo em 1905 as operações militares, começando pela ocupação do território a leste de Huíla, entre o rio Calculevar e o rio Cunene, habitado pelo grupo étnico dos mulondo. Nessa operação foi morto o soba Haugalo, líder daquele grupo. Em 1906, as operações militares estenderam-se ao sul do distrito, em direcção ao baixo Cunene, ao longo do vale do rio Calculevar, ocupando Pocolo, Bela-Bela e Jau. Nessa campanha, as forças portuguesas atravessaram o Cunene e já em terras do povo cuamato fundaram o Forte Roçadas.
Tendo em conta a experiência resultante da derrota em Umpungo e a necessidade de consolidar a presença portuguesa na região, onde era cada vez mais sentida a influência da presença germânica através da fronteira do Sudoeste Africano Alemão (ao tempo geralmente referido em Portugal pela designação de Damaralândia), foi decidido proceder à ocupação da parte portuguesa das terras dos ovambos. Com esse objectivo, em maio de 1906 foi preparada uma expedição com novas tropas, sendo nomeado seu comandante o então capitão Alves Roçadas. As forças expedicionários saíram do Forte Roçadas a 26 de agosto de 1907, sendo atacadas logo de seguida em Mufilo. Nesse recontro, que ficou conhecido pelo combate de Mufilo, Alves Roçadas mandou formar em quadrado, sustendo o ataque, sendo o combate ganho pela cavalaria. Os recontros que se seguiram culminaram pela ocupação da embala de Nalueque, a capital dos cuamatos, terminado a campanha em outubro de 1907 com a submissão das tribos do baixo Cunene e a ocupação do território dos cuamatos.
Estes sucessos, que tiveram grande eco em Portugal, valeram-lhe várias condecorações, entre as quais a de Grande-Oficial da Ordem Militar da Torre e Espada, do Valor, Lealdade e Mérito, a Medalha de Ouro de Bons Serviços e a Medalha de Ouro de Valor Militar. De regresso a Lisboa, em 1908, foi promovido por distinção ao posto de major e nomeado ajudante-de-campo do rei. A 20 de maio de 1908, com a subida ao trono do rei D. Manuel II, foi promovido a tenente-coronel.
Foi então nomeado governador de Macau, mas pouco depois foi reenviado para Angola, agora na qualidade de governador-geral. O seu governo durou pouco, pois demitiu-se daquelas funções aquando da implantação da República Portuguesa, a 5 de outubro de 1910. Regressou então a Portugal, sendo nomeado para diversos postos de responsabilidade no âmbito do Exército, com destaque para a chefia do estado-maior de várias grandes unidades militares. 

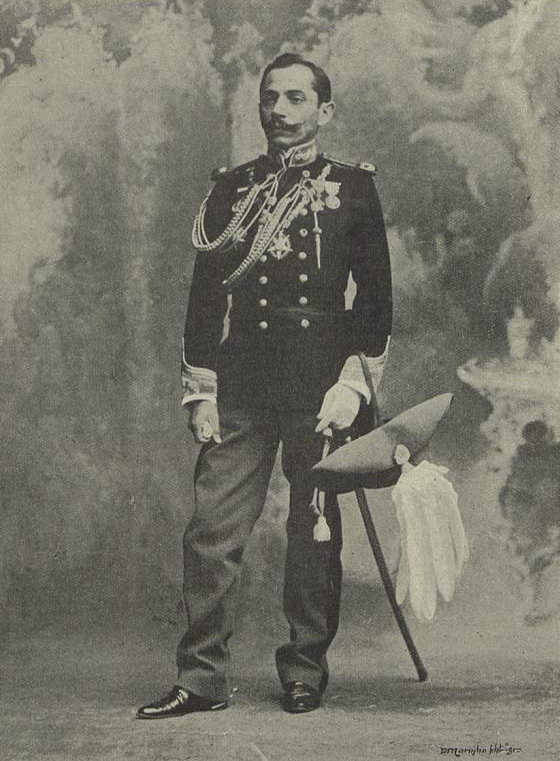
O tenente-coronel Alves Roçadas (1914).

Desencadeada a Primeira Guerra Mundial, apesar de Portugal se manter inicialmente numa posição de neutralidade, logo em Agosto de 1914 o Governo português decidiu organizar uma expedição a Angola, pois aquela colónia fazia fronteira com a colónia alemã do Sudoeste Africano Alemão.
Alves Roçadas, dado o seu perfil de militar africanista, foi escolhido para a comandar o corpo expedicionário enviado de Lisboa para Angola, o qual integrava cerca de 1600 homens e tinha como missão proteger a colónia de possíveis incursões conduzidas pelas forças das schutztruppe do Sudoeste Africano Alemão.
A guerra na Europa, e os boatos de que Portugal se tinha secretamente aliado à Grã-Bretanha, ou de que os alemães preparavam a tomada do sul de Angola, fizeram a tensão entre as forças portuguesas e alemães ao longo da fronteira atingir níveis perigosos. Nesse contexto, a entrada não autorizada do administrador do posto alemão de Outjo, o dr. Hans Schultze-Jena, acompanhado de uma pequena força, em território sob soberania portuguesa, gerou um grave incidente em Naulila, um posto português nas margens do Cunene, perto da fronteira entre as duas colónias. O incidente entre forças militares portuguesas e alemãs, aconteceu em 19 de outubro de 1914 e resultou na morte do administrador e de dois oficiais alemães, abatidos por forças portuguesa. Este acontecimento, que ficou conhecido pelo incidente de Naulila, desencadeou uma imediata retaliação alemã, traduzida no ataque ao posto isolado de Cuangar, nas margens do Cubango, onde a guarnição portuguesa foi massacrada, e a destruição de vários postos e fortificações portuguesas na região, incluindo Naulila.
Informado da presença alemã em Naulila, Alves Roçadas decidiu, com as poucas forças de que dispunha, atravessar o Cunene e atacar as forças alemãs que tinham entrado no território português. O encontro deu-se a 18 de dezembro de 1914, em Naulila, no que ficaria conhecido como o combate de Naulila. Apesar da superioridade numérica das forças portuguesas, Alves Roçadas foi derrotado pelas forças comandadas pelo major Viktor Franke, comandante da schutztruppe do Sudoeste Africano Alemão, e obrigado a recuar para norte do Cunene e do Caculevar, concentrando-se à volta do Forte dos Gambos. Empolgados pela retirada portuguesa, os povos do Humbe revoltaram-se, expulsando a ténue presença portuguesa que permanecia na área. Vítima deste descalabro, Alves Roçadas foi chamado a Portugal, embarcando para Lisboa em princípios de maio de 1915.
A travessia do deserto que se seguiu à sua queda em desgraça não durou muito: pois em setembro de 1918, foi graduado em general e enviado para França, tomando interinamente em Dezembro, já depois do Armistício de Compiègne, o comando da 2.ª divisão do Corpo Expedicionário Português.
A 15 de fevereiro de 1919 foi feito Grande-Oficial da Ordem Militar de Avis. A 16 de abril de 1919, foi nomeado comandante do Corpo expedicionário Português, sendo encarregue do seu repatriamento e da extinção da presença portuguesa na França e na Bélgica. A 28 de junho de 1919 foi feito Grande-Oficial da Ordem Militar de Cristo. Em Setembro de 1919 foi nomeado governador dos territórios da Companhia de Moçambique, cargo que manteve até 1923, ano em que regressou a Portugal.
Após o seu regresso a Portugal, após ter prestado provas, em novembro de 1924 foi confirmado no posto de general e nomeado comandante da 1.ª Divisão Militar. Por esta altura alia-se ao grupo de militares e civis que se juntaram em torno de Sinel de Cordes e passa a ter uma participação activa na vida política. Neste contexto, foi um dos militares que preparou o golpe de 28 de maio de 1926, que levou à Ditadura Nacional e posteriormente ao Estado Novo e ao longo consulado de António de Oliveira Salazar.
Apesar de estar indigitado para assumir o poder após o golpe, tal não se realizou devido a ter adoecido pouco tempo antes da data escolhida, acabando por morrer precisamente um mês antes do golpe. Falece na madrugada de 28 de abril de 1926, aos 61 anos, na sua residência, o 1.º andar do número 144 da Rua dos Anjos, na freguesia homónima, em Lisboa, vitimado por uma cirrose hepática. Encontra-se sepultado em jazigo de família, no Cemitério dos Prazeres, em Lisboa.
A 14 de julho de 1932 foi agraciado a título póstumo com a Grã-Cruz da Ordem do Império Colonial.

## Condecorações
|  | Grande-Oficial da Ordem Militar de Avis — 15 de fevereiro de 1919 |